# Pitshane Molopo
Pitshane Molopo est une ville du Botswana.